# Patellapis disposita
Patellapis disposita är en biart som först beskrevs av Cameron 1905.  Patellapis disposita ingår i släktet Patellapis och familjen vägbin. Inga underarter finns listade i Catalogue of Life.